# Cantone di La Guerche-sur-l'Aubois
Il Cantone di La Guerche-sur-l'Aubois è una divisione amministrativa dell'arrondissement di Saint-Amand-Montrond.
A seguito della riforma approvata con decreto del 21 febbraio 2014, che ha avuto attuazione dopo le elezioni dipartimentali del 2015, è passato da 9 a 22 comuni.

## Composizione
I 9 comuni facenti parte prima della riforma del 2014 erano:
- Apremont-sur-Allier
- La Chapelle-Hugon
- Le Chautay
- Cours-les-Barres
- Cuffy
- Germigny-l'Exempt
- La Guerche-sur-l'Aubois
- Jouet-sur-l'Aubois
- Torteron

Dal 2015 i comuni appartenenti al cantone sono i seguenti 22:
- Apremont-sur-Allier
- Blet
- La Chapelle-Hugon
- Charly
- Le Chautay
- Cornusse
- Cours-les-Barres
- Croisy
- Cuffy
- Flavigny
- Germigny-l'Exempt
- La Guerche-sur-l'Aubois
- Ignol
- Jouet-sur-l'Aubois
- Lugny-Bourbonnais
- Menetou-Couture
- Mornay-Berry
- Nérondes
- Ourouer-les-Bourdelins
- Saint-Hilaire-de-Gondilly
- Tendron
- Torteron